# Daniel Mojon
Daniel Mojon (* 29. července 1963 Bern, Švýcarsko) je švýcarský oftalmolog a oční chirurg, který je považován za vynálezce minimálně invazivní operace strabismu (MISS), metody chirurgické nápravy šilhání, při které se používají jen velmi malé řezy o délce dvou až tří milimetrů, a která se údajně vyznačuje rychlejší rehabilitací a hojením ran.    Daniel Mojon je předsedou programového výboru Švýcarské oftalmologické akademie (SAoO). 

## Vědecká díla
Mojon publikoval několik studií ukazujících rozsah, v jakém osoby se strabismem trpí diskriminací a stigmatizací v každodenním životě – například dokazuje, že šilhavé děti jsou zvány méně často na oslavy narozenin.    Mojon se specializoval na operace strabismu od 90. letech minulého století a vyvinul minimálně invazivní operaci strabismu (MISS) jako alternativu konvenčních chirurgických technik, které způsobují větší trauma, protože používají limbální přístup umožňující přímý vstup do Tenonova prostoru a resekci, retropozici nebo plikaci horizontálního svalu. Na rozdíl od konvenčních technik se minimálně invazivní operace strabismu provádí pomocí operačního mikroskopu a obvykle v celkové anestezii. Den po operaci je otok údajně podstatně menší při technice MISS než po rozsáhlejším chirurgickém otevření spojivky. Dlouhodobé výsledky ohledně postavení očí, zrakové ostrosti a komplikací jsou srovnatelné. 

## Písemná díla (výběr)
- Daniel Mojon a Howard Fine (Eds. ): Minimálně invazivní oční chirurgie. Springer, Berlín 2010. ISBN 978-3-642-02601-0
- Mojon-Azzi SM, Kunz A, Mojon DS: Vnímání strabismu u dětí a dospělých. Archiv Graefes pro klinickou a experimentální oftalmologii 2011; 249: 753–757.
- Mojon-Azzi SM, Mojon DS. Názor headhunterů na schopnost subjektů se strabismem získat zaměstnání. Oftalmologie. 2007; 221: 430–3.
- Mojon-Azzi SM, Kunz A, Mojon DS. Strabismus a diskriminace u dětí: Jsou děti se strabismem zvány méně na narozeninové oslavy? Br J Ophthalmol 2011; 95: 473–6.
- Kaup M, Mojon-Azzi SM, Kunz A, Mojon DS. Intraoperativní změna techniky díky limbálnímu přístupu při minimálně invazivní operaci strabismu (MISS). Graefes Arch Clin Exp Ophthalmol. 2011; 249: 1553–1557.
- Mojon DS. Porovnání nové, minimálně invazivní chirurgické techniky strabismu s obvyklým limbálním přístupem umožňující retropozici nebo plikaci horizontálního svalu.. Br J Ophthalmol 2007; 91: 76–82.
- Mojon DS. Minimálně invazivní operaci strabismu při opětovné operaci horizontálního přímého svalu. Br J Ophthalmol 2008; 92: 1648–1652.
- Mojon DS. Minimálně invazivní operace strabismu. Eye (Lond). 2015; 29: 225–33. doi: 10,1038 / oko.2014,281. Epub 2014 28. listopadu.
- Mursch-Edlmayr AS, Mojon DS, Ring M, Laubichler P, Luft N, Priglinger SG: Porovnání hluboké sklerokeratodisekce, nové varianty nepenetrující operace glaukomu jako hluboká sklerektomie. Indian Journal of Ophthalmology 2016; 64: 914–918.